# 角兵魴鮄
角兵魴鮄，為輻鰭魚綱鮋形目牛尾魚亞目角魚科的其中一種，分布於西大西洋區，從美國北卡羅來納州至墨西哥猶加敦半島海域，棲息深度40-110公尺，體長可達12.5公分，為底棲性魚類，棲地從海灣、河口至大陸棚。

## 擴展閱讀
維基物種上的相關：角兵魴鮄